# Eutomostethus
Genre
Eutomostethus est un genre d'insectes hyménoptères symphytes. Ils sont présents dans la zone paléarctique et néarctique. 

## Espèces présentes en Europe
Le genre compte cinq espèces européennes : 
- Eutomostethus ephippium, présent dans l'ensemble de l'Europe
- Eutomostethus gagathinus, présent de l'Espagne à la Roumanie, et jusqu'en Finlande
- Eutomostethus luteiventris, présent en Europe (sauf en péninsule ibérique et au sud des Balkans et dans certains pays baltes)
- Eutomostethus nigrans, présent en Allemagne ;
- Eutomostethus punctatus, présent en Europe de l'Ouest et centrale

## Taxinomie
Ce genre a d'abord été considéré comme un sous-genre de Tomostethus